# Английские розы. Любовь и дружба
Английские Розы. Любовь и дружба (англ. The English Roses - Too Good to be True) — сиквел книжки для детей «Английские розы» (2003), написанный Мадонной.
В июне 2005 года стало известно, что Мадонна начала работу над сиквелом «Английских роз», так как читатели требовали продолжения. Англоязычное издание вышло 10 января 2006 года. Книга предназначена для детей от 6 лет, однако в предупреждении для родителей сказано, что персонажи и сама история довольно серьёзны и их мотивы могут требовать объяснения взрослых.

## Сюжет
Всё началось с гадкой зависти. Недаром Шекспир называл её ЗЕЛЕНОГЛАЗОЙ ВЕДЬМОЙ!
Пять героинь предыдущей книги серии по прозвищу «английские розы» — это подруги Николь, Эми, Шарлотта, Грейс и Бина. Их дружба кажется непоколебимой. Девочки все делают вместе: танцуют, готовят уроки, катаются на коньках, веселятся на пикниках, устраивают вечеринки. Но всё меняется с появлением в классе нового ученика — испанского мальчика Доминика де ла Гвардия. Начинается соперничество за внимание красивого иностранца. Но на ежегодном осеннем бале дружбу «английских роз» спасают учительница-фантазёрка мисс Флаффернаттер и уже известная по предыдущей книге фея-крёстная (известная сладкоежка).

## Иллюстрации
Эта книга является единственной из 14 книг серии «Английский розы», которую оформил не Джефри Фулвимари, ученик Энди Уорхола. Иллюстрации выполнила Стейси Петтерсон .

## Переводы
Книга вышла в октябре 2006 года и была переведена на большинство европейских языков, получив положительные оценки читателей на портале Goodreads в англоязычных странах. На русском языке книга выпущена в 2007 году в переводе Леонида Яхнина.

## Серия
В 2007 году серия «Английские розы» была продолжена в другом формате. В течение следующих 3 лет были выпущены ещё 12 книг для школьников. Следующей книгой Мадонны предполагается официальная автобиография, так как ни одна из выпущенных биографий певицы и автора песен и книг не была ею одобрена.